# Doctrina del lapso

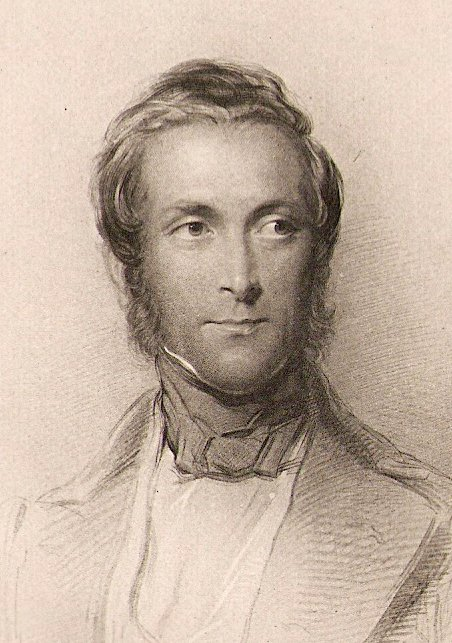
Lord Dalhousie, gobernador general de la Compañía de las Indias Orientales en la India entre 1848 y 1856

La doctrina del lapso (en inglés: doctrine of lapse) fue una política de anexión iniciada por la Compañía Británica de las Indias Orientales en el subcontinente indio en relación con los estados principescos, que se aplicó hasta 1859, dos años después de que el gobierno de la Compañía fuera asumido por el Raj británico. El gobierno indio posterior a la independencia siguió aplicando elementos de la doctrina del lapso para dar de baja a las familias principescas individualmente hasta 1971, momento en que las antiguas familias gobernantes fueron suspendidas de forma colectiva.

## La doctrina
Según esta doctrina, cualquier estado principesco indio bajo la soberanía de la Compañía de las Indias Orientales (EIC en sus siglas en inglés) (la potencia imperial dominante en el sistema subsidiario de la India), tendría su estatus principesco abolido (y por lo tanto sería anexado a la India británica) si el gobernante fuese 'manifiestamente incompetente o muriese sin un heredero varón'. Además, la Compañía decidía si los potenciales gobernantes eran suficientemente competentes. La doctrina y sus diferentes aplicaciones fueron consideradas ilegítimas por muchos indios, lo que generó un grave resentimiento contra ella.
Esta política está asociada más comúnmente con Lord Dalhousie, que era el gobernador general de la Compañía de las Indias Orientales en la India entre 1848 y 1856. Sin embargo, fue articulada por la reunión de directores de la Compañía de las Indias Orientales ya en 1847. Varios estados pequeños ya había sido anexionado bajo esta doctrina antes de que Dalhousie asumiera el cargo de gobernador general. Puesto que Dalhousie utilizó esta política de manera más fuerte y extensa, es por lo que generalmente se le asocia con él.

## Historia
En el momento de su adopción, la Compañía de las Indias Orientales tenía jurisdicción administrativa imperial sobre amplias regiones del subcontinente. La Compañía se hizo cargo de los estados principescos de Satara (1848), Jaitpur y Sambalpur (1849), Bhagat (1850), Udaipur (Chhattisgarh) (1852), Jhansi (1853), Nagpur (1854), Tore y Arcot (1855) bajo los términos de la doctrina del lapso. Se cree mayoritariamente que Oudh (1856) fue anexionado bajo la doctrina del lapso. Sin embargo, fue anexionado por Lord Dalhousie con el pretexto de mal gobierno, alegando que su gobernante no lo estaba haciendo correctamente. La Compañía agregó alrededor de cuatro millones de libras esterlinas a sus ingresos anuales en virtud de esta doctrina. Sin embargo, en el estado de Udaipur, la Compañía restablecería el gobierno local en 1860.
Con el creciente poder de la Compañía de las Indias Orientales, el descontento se cocía a fuego lento entre muchos sectores de la sociedad india, incluidos los soldados licenciados de la Compañía que se unieron detrás de las dinastías depuestas, estallando en Meerut durante la rebelión de la India de 1857, también conocida como el motín de los cipayos. Una terrible masacre tuvo lugar en Cawnpore cuando un gobernante indio, Nana Sahib, mató brutalmente a prisioneros británicos. Inflamadas por las historias de asesinatos en masa, las tropas británicas que recuperaron el territorio que había caído en manos de los amotinados y sus aliados principescos indios, no mostraron piedad. Cuando el motín terminó con la victoria británica en Gwalior en junio de 1858, miles de personas habían muerto.
Tras la rebelión, se puso fin al gobierno de la Compañía Británica de las Indias Orientales, aunque continuaría como una organización comercial hasta 1873. En agosto de 1858, el parlamento británico aprobó la Ley del Gobierno de la India, por la que se pasó formalmente la administración de la India británica de la Compañía al gobierno británico. El nuevo virrey británico de la India, renunció a la doctrina del lapso.
La Compañía de las Indias Orientales en 1824 se hizo cargo del estado principesco de Kittur, que estaba gobernado por la reina Chennamma, al imponer una 'doctrina del lapso'. Por tanto, es discutible que fuese ideado por Lord Dalhousie en 1848, aunque podría decirse que lo hizo oficial al documentarlo.

## Doctrina del lapso antes de Dalhousie
Dalhousie aplicó fuertemente la doctrina del lapso para anexionar estados principescos indios, pero esta política no fue únicamente invención suya. La reunión de directores de la Compañía de las Indias Orientales había articulado la doctrina a principios de 1834. Según esta política, la Compañía anexionó a Mandvi en 1839, Kolaba y Jalaun en 1840 y Surat en 1842. Según esta política, los reyes sin un heredero o hijo varón no pueden declarar a un niño adoptado o pariente como heredero. Se le exige que renuncie a sus derechos al trono y entregue su reino a la Compañía de las Indias Orientales.

## En la India independiente
Después de la independencia de la India en 1947, el gobierno indio continuó reconociendo el estatus de las antiguas familias principescas, aunque sus estados habían sido integrados en la India. Los miembros de las antiguas familias gobernantes recibieron una compensación monetaria en forma de gastos personales del monarca, que se sustanciaban en pagos anuales para los beneficiarios, sus familias y sus posesiones. En 1947, Sardar Vallabhai Patel propuso la unidad de la India bajo la regla del gobierno.
En 1964, el maharajá Rajendra Prakash, último antiguo gobernante reconocido del estado de Sirmur, murió sin dejar descendencia masculina ni adoptar un heredero antes de su muerte, aunque su viuda mayor adoptó posteriormente al hijo de su hija como sucesor de la jefatura de la familia. Sin embargo, el gobierno indio decidió que, como consecuencia de la muerte del gobernante, el estatus de la familia había caducado. La doctrina del lapso también fue invocada al año siguiente cuando el último gobernante reconocido del estado de Akalkot murió en circunstancias similares.